# Bradley Ruben
Bradley „Brad“ Ruben (* 31. März 1986) ist ein professioneller US-amerikanischer Pokerspieler. Er ist vierfacher Braceletgewinner der World Series of Poker.

## Persönliches
Als begabter Musiker spielte Ruben jahrelang Violine und brachte es dabei zum Konzertmeister in zwei Orchestern. Er spielte im Symphonieorchester der University of Florida, die er mit einem Bachelor in Betriebswirtschaftslehre und Spanischer Sprache sowie einem Master in Internationalem Management abschloss. Neben seiner Pokerkarriere arbeitet der Amerikaner als Immobilieninvestor. Er lebt in Hernando im US-Bundesstaat Florida.

## Pokerkarriere

### Werdegang
Ruben spielte bereits in jungen Jahren gerne Karten- und Brettspiele und entdeckte darüber seine Leidenschaft für Poker. Seine erste Geldplatzierung bei einem Live-Pokerturnier erzielte er im Juni 2008 im Venetian Resort Hotel am Las Vegas Strip bei einem Event in der Variante Omaha Hi/Lo. Nachdem dies für drei Jahre sein einziger Turniererfolg geblieben war, erreichte er ab August 2011 regelmäßig die Geldränge bei renommierten Turnieren und gewann Mitte Januar 2012 beim Isle Classic in Pompano Beach sein erstes Live-Event mit einem Hauptpreis von mehr als 3500 US-Dollar. Anfang Juli 2013 war der Amerikaner erstmals bei der World Series of Poker (WSOP) im Rio All-Suite Hotel and Casino am Las Vegas Strip erfolgreich und belegte im Main Event den mit knapp 25.000 US-Dollar dotierten 501. Platz. Bei der WSOP 2014 erzielte er vier Geldplatzierungen, allesamt in der Variante Omaha Hold’em. Seinen ersten WSOP-Finaltisch erreichte Ruben bei der WSOP 2017 und beendete das in Razz gespielte Event auf dem mit über 55.000 US-Dollar dotierten dritten Rang. Bei der aufgrund der COVID-19-Pandemie auf GGPoker ausgespielten World Series of Poker Online (WSOPO) gewann er Mitte August 2020 unter dem Nickname DrStrange7 ein Turnier in Pot Limit Omaha und sicherte sich ein Bracelet sowie eine Siegprämie von rund 220.000 US-Dollar. Im Jahr darauf entschied der Amerikaner auf der Online-Plattform WSOP.com in derselben Variante erneut ein Event der WSOPO für sich und erhielt den Hauptpreis von knapp 70.000 US-Dollar sowie sein zweites Bracelet. Ende Oktober 2021 setzte er sich bei der WSOP 2021 bei einem Turnier in Razz durch und sicherte sich sein drittes Bracelet und eine Siegprämie von rund 100.000 US-Dollar. Bei der WSOP 2022, die erstmals im Bally’s Las Vegas und Paris Las Vegas ausgespielt wurde, gewann Ruben ein Event in Dealer’s Choice und erhielt mehr als 125.000 US-Dollar sowie sein viertes Bracelet. Bei der WSOP 2023 sicherte er sich mit dem dritten Platz bei der H.O.R.S.E. Championship sein bislang höchstes Preisgeld von knapp 190.000 US-Dollar.
Insgesamt hat sich Ruben mit Poker bei Live-Turnieren mehr als eine Million US-Dollar erspielt.

### Braceletübersicht
Ruben kam bei der WSOP 57-mal ins Geld und gewann vier Bracelets:
| Jahr   | Buy-in (in $) | Turnier                       | Teilnehmer | Preisgeld (in $) |
| ------ | ------------- | ----------------------------- | ---------- | ---------------- |
| 2020 O | 1500          | GGPoker.com – Pot Limit Omaha | 990        | 220.160          |
| 2021 O | 0600          | WSOP.com – PLO 6-Handed       | 551        | 069.148          |
| 2021 O | 1500          | Razz                          | 311        | 099.188          |
| 2022 O | 1500          | Dealers Choice 6-Handed       | 430        | 126.288          |